# Blood Ties - La legge del sangue
Blood Ties - La legge del sangue (Blood Ties) è un film del 2013 diretto da Guillaume Canet.
Con protagonista Clive Owen, il film, presentato fuori concorso alla 66ª edizione del Festival di Cannes, è il remake della pellicola del 2008 Les liens du sang, dove Guillaume Canet era protagonista, ed è l'adattamento cinematografico del romanzo Les liens du sang scritto da Bruno Papet e Michel Papet.

## Trama
New York, 1974. Chris e Frank sono due fratelli che hanno preso strade diverse nella vita. Chris è un criminale che è appena uscito di galera dopo aver scontato una pena per un omicidio, mentre Frank è un poliziotto. Cresciuti sempre in contrasto ed in lotta per guadagnarsi l'amore e la fiducia del loro padre, finiranno con lo scontrarsi dopo che Frank ha tentato, invano, di aiutare Chris per vederlo cambiato e pulito.

## Produzione

### Cast
Per il ruolo del protagonista Chris, fu inizialmente scelto l'attore Mark Wahlberg, che però dovette rifiutare il progetto per conflitti di programmazione con altre pellicole, viene sostituito da Clive Owen, annunciato nel cast insieme a Billy Crudup il 15 marzo 2012; lo stesso giorno vengono annunciate Mila Kunis e Zoe Saldana nei ruoli delle rispettive partner e Marion Cotillard come antagonista. L'attore Austin Williams invece viene confermato nel cast l'8 maggio per interpretare il personaggio di Clive Owen da piccolo.

### Budget
Il budget del film si aggira intorno ai 25,5 milioni di dollari.

### Riprese
Le riprese del film iniziano il 30 aprile 2012 e si svolgono interamente a New York.

## Distribuzione
Il film viene presentato il 20 maggio 2013 durante la 66ª edizione del Festival di Cannes, come film fuori concorso ed il primo trailer viene diffuso online lo stesso giorno.
La pellicola è stata distribuita nelle sale cinematografiche statunitensi il 13 giugno 2013, mentre in quelle francesi il 30 ottobre. In Italia arriva nel mercato direct to video nel 2015.